# 陳遜仁
陳遜仁 （1915年—1940年9月6日），台中人，台中一中畢業後，赴日本內地就讀東京醫專（現東京醫科大學），1939年3月畢業返台，1940年9月6日因病逝世，享年26歲。陳遜仁是台灣文藝家吳天賞的胞弟，吳天賞從母姓，陳遜仁從父姓。陳遜仁逝世後，由夫人陳綠桑（也是詩人）整理其遺作，從其日記摘錄26首詩，發表在張文環主編的《台灣文學》創刊號。其詩作多在日本求學期間寫成。

## 作品
陳遜仁的日文詩〈橫笛〉，戰後由台灣詩人陳千武翻譯成中文，之後被收錄在陳明台主編的《陳千武譯詩選集》裡。

## 外部連結
- 菊花院的水鏡>日治時期台灣新詩選讀(二)11-20 （页面存档备份，存于）